# Села на Красу
Села на Красу (словен. Sela na Krasu, итал. Sella delle Trincee) је насељено место у општини Мирен-Костањевица, Горишка регија, Словенија.

## Историја
До територијалне реорганизације у Словенији била су у саставу старе општине Нова Горица.

## Становништво
У попису становништва из 2011. године, Села на Красу је имала 157 становника.
| Број становника према пописима | Број становника према пописима | Број становника према пописима |
| ------------------------------ | ------------------------------ | ------------------------------ |
| 1991                           | 2002                           | 2011                           |
| 152                            | 156                            | 157                            |

Напомена: До 1952. исказивано под именом Села.